# German Football League 2008
Die German Football League 2008 war die 30. Saison der höchsten deutschen Spielklasse in der Sportart American Football. Meister wurden die Braunschweig Lions die mit ihrem siebten Titel zum alleinigen Rekordtitelträger wurden.

## Ligaaufteilung
Überblick über die teilnehmenden Mannschaften und ihre ewigen Bundesliga- bzw. GFL-Bilanzen.
|          | Team                     | Jahre | S   | U | N   | Heim | Heim | Heim | Ausw. | Ausw. | Ausw. | TD-Verhältnis |
| -------- | ------------------------ | ----- | --- | - | --- | ---- | ---- | ---- | ----- | ----- | ----- | ------------- |
| GFL Nord | Berlin Adler             | 25    | 178 | 6 | 103 | 92   | 2    | 48   | 86    | 4     | 55    | 8318:5967     |
| GFL Nord | Braunschweig Lions (TV)  | 14    | 118 | 1 | 38  | 63   | 0    | 15   | 55    | 1     | 23    | 5372:2900     |
| GFL Nord | Hamburg Blue Devils      | 13    | 99  | 4 | 45  | 56   | 0    | 19   | 43    | 4     | 26    | 4038:2537     |
| GFL Nord | Kiel Baltic Hurricanes   | 8     | 33  | 2 | 54  | 22   | 1    | 22   | 11    | 1     | 32    | 1857:1478     |
| GFL Nord | Dresden Monarchs         | 5     | 26  | 2 | 32  | 16   | 1    | 13   | 10    | 1     | 19    | 1262:1598     |
| GFL Nord | Cologne Falcons          | 3     | 13  | 1 | 22  | 7    | 1    | 10   | 6     | 0     | 12    | 636:1034      |
| GFL Süd  | Munich Cowboys (N)       | 26    | 161 | 8 | 122 | 91   | 2    | 53   | 70    | 6     | 69    | 6957:5708     |
| GFL Süd  | Stuttgart Scorpions      | 16    | 80  | 6 | 93  | 42   | 5    | 42   | 38    | 1     | 51    | 4661:4861     |
| GFL Süd  | Schwäbisch Hall Unicorns | 10    | 49  | 7 | 56  | 27   | 0    | 29   | 22    | 7     | 27    | 2772:2769     |
| GFL Süd  | Darmstadt Diamonds       | 5     | 23  | 1 | 40  | 18   | 0    | 14   | 5     | 1     | 26    | 891:1433      |
| GFL Süd  | Marburg Mercenaries      | 5     | 34  | 3 | 19  | 17   | 2    | 9    | 17    | 1     | 10    | 1693:1213     |
| GFL Süd  | Weinheim Longhorns       | 1     | 4   | 0 | 8   | 2    | 0    | 4    | 2     | 0     | 4     | 196:311       |

- (N) – Aufsteiger
- (TV) – Titelverteidiger

## Saisonverlauf

### Reguläre Saison
Den Saisonauftakt bestritten am 14. April 2008 die Weinheim Longhorns gegen die Schwäbisch Hall Unicorns. Das Match konnten die Longhorns, etwas überraschend, mit 35:6 gewinnen, was sich noch als wichtig erweisen sollte zum Saisonabschluss. Die Darmstadt Diamonds erreichten in ihrem ersten Spiel einen Punktgewinn bei den Cologne Falcons, es sollte allerdings der einzige Punktgewinn in der gesamten Saison bleiben. Und auch die Falcons verloren recht schnell den Anschluss zu den anderen Mannschaften und spielten bei der Verteilung der Play-off-Plätze keine Rolle mehr. Dennoch war die Liga sehr spannend, alle weiteren Teams hatten bis zum letzten Spieltag die Chance, die Play-offs zu erreichen. Zudem schien es, als könne jede Mannschaft jede andere schlagen. Den Dresden Monarchs gelang es, gegen die späteren Play-off-Teilnehmer Weinheim, Braunschweig, Berlin und Kiel jeweils einen Sieg, bei einer Niederlage, zu holen. Sie verfuhren ebenso gegen die Falcons und die Blue Devils und damit allen Gegnern, denen sie gegenüberstanden.
Im Norden entwickelten sich zwei Rennen. Die ersten drei Plätze machten die Adler, Lions und Hurricanes unter sich aus. Erst im letzten Saisonspiel im eigenen Stadion konnten die Kieler die Braunschweiger schlagen und durch den gewonnenen direkten Vergleich die Lions noch von der Spitze verdrängen. Die Kieler machten sich aber auch selbst das Leben schwer, da sie die Tabellenführung zuvor durch eine Niederlage gegen Dresden und ein Remis gegen die Adler selbst verspielt hatten. Die Berlin Adler errichteten im Laufe der Saison eine Berliner Mauer und ließen nur einmal mehr als zwei gegnerische Touchdowns in einem Spiel zu. Leider punktete die Adler-Offense aber auch nicht so zahlreich wie die Konkurrenz und man musste sich mit dem dritten Platz in Nordgruppe begnügen. Das andere Rennen um den verbleibenden vierten Play-off-Platz entspann sich zwischen Hamburg und Dresden. Nachdem die Blue Devils ihr Heimspiel 12:7 gewinnen konnten, musste Dresden mit mindestens sechs Punkten Differenz das Rückspiel gewinnen, um doch noch an den Hamburger vorbeizuziehen. Und es wurde knapp, etwa vier Minuten vor Ende des Spiels gelang es den Hamburgern durch ein Field Goal auf 12:17 zu verkürzen. Doch die Dresdner konnten noch ein Mal zurückschlagen, ihr Kicker Holger Hempel erzielte aus etwa 40 Yard Entfernung das Field Goal zum 20:12 Endstand. Damit standen die Monarchs als vierter Play-off-Teilnehmer des Nordens fest.
Im Süden war das Rennen um die Krone nicht ganz so spannend, Marburg erspielte sich ein Punktepolster, welches auch durch Niederlagen in den letzten beiden Spielen nicht mehr aufgebraucht werden konnte. Dafür war auch hier der Kampf um den vierten Platz sehr spannend und knapp. Durch den gewonnenen direkten Vergleich, gegenüber den Schwäbisch Hall Unicorns, konnte sich Weinheim einige Spieltage vor Schluss relativ sicher wähnen. Doch die Unicorns hatten es, nach einem überraschenden Sieg gegen Marburg, in ihrem letzten Spiel noch selbst in der Hand, die Longhorns abzufangen. Dies gelang jedoch nicht, die Unicorns mussten sich den Stuttgart Scorpions beugen und die Weinheim Longhorn erreichten, neben Marburg, Stuttgart und den Munich Cowboys die Play-offs. Die Münchner waren schlecht, mit nur einem Sieg aus den ersten fünf Spielen, in die Saison gestartet, doch mit einem Endspurt von sechs Siegen bei nur noch einer Niederlage erreichten die Cowboys sicher den dritten Platz der Tabelle.

#### Interconference Games
Die Nordgruppe bestimmte im großen Ganzen die direkten Vergleiche zwischen den beiden Gruppen. Nur den Munich Cowboys, gegen Dresden, und den Marburgern, gegen Berlin, gelangen Siege. Die Darmstadt Diamonds erreichten ein Unentschieden bei den Falcons, die weiteren neun Spiele gestaltete das jeweilige Nordteam siegreich.

### Abschlusstabellen

#### GFL Nord
|    | Verein                 | Sp | S | U | N | TD      | Diff. | Punkte |
| -- | ---------------------- | -- | - | - | - | ------- | ----- | ------ |
| 1. | Kiel Baltic Hurricanes | 12 | 8 | 1 | 3 | 294:160 | +134  | 17:70  |
| 2. | Braunschweig Lions     | 12 | 8 | 1 | 3 | 328:214 | +114  | 17:70  |
| 3. | Berlin Adler           | 12 | 7 | 2 | 3 | 141:108 | 0+33  | 16:80  |
| 4. | Dresden Monarchs       | 12 | 6 | 0 | 6 | 192:272 | 0−80  | 12:12  |
| 5. | Hamburg Blue Devils    | 12 | 6 | 0 | 6 | 201:185 | 0+16  | 12:12  |
| 6. | Cologne Falcons        | 12 | 2 | 1 | 9 | 206:286 | 0−80  | 05:19  |

- Tie-Breaker
  - Kiel vor Braunschweig wegen des gewonnenen direkten Vergleichs (14:16 und 33:14)
  - Dresden vor Hamburg wegen des gewonnenen direkten Vergleichs (7:12 und 20:12)

Quelle:
Erläuterungen:  = Qualifikation für die Play-offs;  = Relegation

#### GFL Süd
|    | Verein                   | Sp | S | U | N  | TD      | Diff. | Punkte |
| -- | ------------------------ | -- | - | - | -- | ------- | ----- | ------ |
| 1. | Marburg Mercenaries      | 12 | 9 | 0 | 3  | 356:206 | +150  | 18:60  |
| 2. | Stuttgart Scorpions      | 12 | 8 | 0 | 4  | 302:195 | +107  | 16:80  |
| 3. | Munich Cowboys           | 12 | 7 | 0 | 5  | 224:164 | 0+60  | 14:10  |
| 4. | Weinheim Longhorns       | 12 | 4 | 0 | 8  | 248:256 | 00−8  | 08:16  |
| 5. | Schwäbisch Hall Unicorns | 12 | 4 | 0 | 8  | 207:331 | −124  | 08:16  |
| 6. | Darmstadt Diamonds       | 12 | 0 | 1 | 11 | 121:443 | −332  | 01:23  |

- Tie-Breaker
  - Weinheim vor Schwäbisch Hall wegen des gewonnenen direkten Vergleichs (35:6 und 44:30)

Quelle:
Erläuterungen:  = Qualifikation für die Play-offs;  = Relegation

### Relegation
In der Relegation der GFL Nord forderten die Assindia Cardinals die Cologne Falcons heraus. Im Süden trafen die Darmstadt Diamonds auf die Plattling Black Hawks.
Überraschend konnten die Cardinals aus Essen die favorisierten Falcons im Hinspiel in Köln mit 24:17 besiegen. Das war nicht zu erwarten, waren die Cardinals doch erst im Jahr zuvor aus der Regionalliga in die GFL2 aufgestiegen. Zudem sahen die Cologne Falcons bei ihren Auftritten in der GFL gar nicht so schlecht aus und konnten viele Spiele knapp gestalten, wenn sie auch verloren gingen. Und auch im Süden konnte sich der Zweitligist im ersten Spiel durchsetzen. Die Black Hawks aus Plattling gewannen den Offense-Schlagabtausch mit 43:33.
Die Rückspiele fanden am 20. September statt. Im Süden setzte sich erneut Plattling in einem Highscoringgame durch. Mit 44:36 mussten sich die Darmstadt Diamonds geschlagen geben und erneut den Weg in die Zweitklassigkeit antreten. Für die Plattling Black Hawks dagegen ist der Aufstieg in die Erstklassigkeit der größte Erfolg in der, mehr als zwanzigjährigen, Vereinsgeschichte. Im Norden setzte sich ebenfalls der Zweitligist durch. Mit 28:23 gewannen die Cardinals ihr Heimspiel und stiegen somit sportlich in die GFL auf.
| Liga | Heimverein            | Gastverein            | Ergebnis | Nach Quartern          |
| ---- | --------------------- | --------------------- | -------- | ---------------------- |
| Nord | Cologne Falcons       | Assindia Cardinals    | 17:24    | 0:14; 7:0; 7:7; 3:3    |
| Nord | Assindia Cardinals    | Cologne Falcons       | 28:23    | 7:3; 0:7; 7:0; 14:13   |
| Süd  | Darmstadt Diamonds    | Plattling Black Hawks | 33:43    | 7:20; 12:7; 14:7; 0:9  |
| Süd  | Plattling Black Hawks | Darmstadt Diamonds    | 44:36    | 13:7; 10:7; 7:8; 14:14 |

### Play-offs
Nach den Resultaten der Interconference-Games waren zumindest in den Spielen zwischen Kiel und Weinheim sowie Braunschweig gegen München die Favoriten recht gut auszumachen. Und die beiden Nordteams fuhren sichere Heimsiege ein. Spannender war es schon in den beiden anderen Partien. Die Marburger erspielten sich gegen Dresden zwar einen relativ komfortablen 26:7-Vorsprung bis zum Ende des dritten Viertels. Dann erhöhten die Monarchen noch einmal die Schlagzahl und kamen bis auf 21:29 heran. Doch bei weniger als einer Minute Restspielzeit war es der Kicker der Mercenaries Stephan Bauer, der seine Glanzleistung mit seinem vierten Field Goal zum 32:21-Endstand krönte. Ebenfalls spannend bis zum Schluss verlief die Abwehrschlacht zwischen den Stuttgart Scorpions und den Berlin Adler. Die Scorpions konnten im ersten Viertel durch zwei Field Goals mit 6:0 in Führung gehen. So ging es auch in die Pause. Im dritten Quarter schlugen dann die Adler zurück, zunächst verkürzten sie auf 3:6, bevor dann WR Sebastian Judis zum Matchwinner avancierte und einen 87 Yard Touchdown-Pass, zum 9:6 für die Adler, fangen konnte. Zwar kam Stuttgart zum Ende des Spiels noch in Field Goal-Reichweite, jedoch lief die Spielzeit aus.
Die Braunschweig Lions mussten zum Halbfinal nach Marburg reisen. Dort siegten sie, vor mehr als 1600 Zuschauern, sicher mit 49:21. Bis zum Zwischenstand von 28:21 konnten die Marburger den Anschluss immer wiederherstellen, doch die Defense der Mercenaries fand einfach kein Mittel gegen den explosiven Laufangriff der Lions. Deren Runningbacks fast 250 Meter Raumgewinn sammeln konnten. Das Halbfinale in Kiel war dagegen sehr spannend, was bei den beiden abwehrstarken Mannschaften auch zu erwarten war. Das Spiel der regulären Saison in Berlin endete 7:7, in Kiel konnten die Adler sogar 9:7 gewinnen. Vor knapp 3500 Zuschauern im Holstein-Stadion zu Kiel übernahmen jedoch zunächst die Kieler das Zepter und konnten bis zur Halbzeit eine beruhigende 17:0-Führung herausspielen. Doch die zweite Halbzeit gehörte, wie schon beim Viertelfinal in Stuttgart, dann den Adlern, sie kamen auf 17:12 heran und hatten bis zum Ende der Partie die Chance das Spiel noch zu gewinnen, schafften es aber nicht mehr.
| Viertelfinale | Viertelfinale          | Viertelfinale      |    |                        | Halbfinale | Halbfinale | Halbfinale |  |  | German Bowl – Frankfurt | German Bowl – Frankfurt | German Bowl – Frankfurt |
|               |                        |                    |    |                        |            |            |            |  |  |                         |                         |                         |
| 1N            | Kiel Baltic Hurricanes | 47                 |    |                        |            |            |            |  |  |                         |                         |                         |
| 4S            | Weinheim Longhorns     | 21                 |    |                        |            |            |            |  |  |                         |                         |                         |
| 4S            | Weinheim Longhorns     | 21                 | 1N | Kiel Baltic Hurricanes | 17         |            |            |  |  |                         |                         |                         |
|               |                        |                    | 1N | Kiel Baltic Hurricanes | 17         |            |            |  |  |                         |                         |                         |
|               | 3N                     | Berlin Adler       | 12 |                        |            |            |            |  |  |                         |                         |                         |
| 2S            | 3N                     | Berlin Adler       | 12 | Stuttgart Scorpions    | 6          |            |            |  |  |                         |                         |                         |
| 2S            |                        |                    |    | Stuttgart Scorpions    | 6          |            |            |  |  |                         |                         |                         |
| 3N            | Berlin Adler           | 9                  |    |                        |            |            |            |  |  |                         |                         |                         |
| 3N            | Berlin Adler           | 9                  | 1N | Kiel Baltic Hurricanes | 14         |            |            |  |  |                         |                         |                         |
|               |                        |                    |    | Kiel Baltic Hurricanes | 14         |            |            |  |  |                         |                         |                         |
|               | 2N                     | Braunschweig Lions | 20 |                        |            |            |            |  |  |                         |                         |                         |
| 1S            | 2N                     | Braunschweig Lions | 20 | Marburg Mercenaries    | 32         |            |            |  |  |                         |                         |                         |
| 1S            |                        |                    |    | Marburg Mercenaries    | 32         |            |            |  |  |                         |                         |                         |
| 4N            | Dresden Monarchs       | 21                 |    |                        |            |            |            |  |  |                         |                         |                         |
| 4N            | Dresden Monarchs       | 21                 | 1S | Marburg Mercenaries    | 21         |            |            |  |  |                         |                         |                         |
|               |                        |                    | 1S | Marburg Mercenaries    | 21         |            |            |  |  |                         |                         |                         |
|               | 2N                     | Braunschweig Lions | 49 |                        |            |            |            |  |  |                         |                         |                         |
| 2N            | 2N                     | Braunschweig Lions | 49 | Braunschweig Lions     | 32         |            |            |  |  |                         |                         |                         |
| 2N            |                        |                    |    | Braunschweig Lions     | 32         |            |            |  |  |                         |                         |                         |
| 3S            | Munich Cowboys         | 10                 |    |                        |            |            |            |  |  |                         |                         |                         |

#### Viertelfinale
|                                  |                                   | {{{Spiel}}}         |       |              |  |                             |
| Stuttgart 6. September 18:00 Uhr |                                   | Stuttgart Scorpions | 6 : 9 | Berlin Adler |  | Gazi-Stadion Zuschauer: 920 |
| Stuttgart 6. September 18:00 Uhr | (6:0, 0:0, 0:9, 0:0) Spielbericht | Stuttgart Scorpions |       | Berlin Adler |  | Gazi-Stadion Zuschauer: 920 |

|                             |                                     | {{{Spiel}}}            |         |                    |  |                  |
| Kiel 6. September 19:00 Uhr |                                     | Kiel Baltic Hurricanes | 47 : 21 | Weinheim Longhorns |  | Holstein-Stadion |
| Kiel 6. September 19:00 Uhr | (20:7, 21:0, 0:8, 6:6) Spielbericht | Kiel Baltic Hurricanes |         | Weinheim Longhorns |  | Holstein-Stadion |

|                                     |                                    | {{{Spiel}}}        |         |                |  |                                   |
| Braunschweig 6. September 19:00 Uhr |                                    | Braunschweig Lions | 32 : 10 | Munich Cowboys |  | Eintracht-Stadion Zuschauer: 4027 |
| Braunschweig 6. September 19:00 Uhr | (3:0, 29:0, 0:3, 0:7) Spielbericht | Braunschweig Lions |         | Munich Cowboys |  | Eintracht-Stadion Zuschauer: 4027 |

|                                |                                     | {{{Spiel}}}         |         |                  |  |                                   |
| Marburg 7. September 15:00 Uhr |                                     | Marburg Mercenaries | 32 : 21 | Dresden Monarchs |  | Stadion Am Köppel Zuschauer: 1050 |
| Marburg 7. September 15:00 Uhr | (7:7, 9:0, 10:0, 6:14) Spielbericht | Marburg Mercenaries |         | Dresden Monarchs |  | Stadion Am Köppel Zuschauer: 1050 |

#### Halbfinale
|                              |                                    | {{{Spiel}}}            |         |              |  |                                                       |
| Kiel 13. September 19:00 Uhr |                                    | Kiel Baltic Hurricanes | 17 : 12 | Berlin Adler |  | Holstein-Stadion Zuschauer: 3486 Referee: Trittmacher |
| Kiel 13. September 19:00 Uhr | (10:0, 7:0, 0:6, 0:6) Spielbericht | Kiel Baltic Hurricanes |         | Berlin Adler |  | Holstein-Stadion Zuschauer: 3486 Referee: Trittmacher |

|                                 |                                     | {{{Spiel}}}         |         |                    |  |                                                     |
| Marburg 14. September 15:00 Uhr |                                     | Marburg Mercenaries | 21 : 49 | Braunschweig Lions |  | Stadion Am Köppel Zuschauer: 1637 Referee: Schrader |
| Marburg 14. September 15:00 Uhr | (0:14, 7:0, 7:7, 7:28) Spielbericht | Marburg Mercenaries |         | Braunschweig Lions |  | Stadion Am Köppel Zuschauer: 1637 Referee: Schrader |

### German Bowl
Der German Bowl XXX fand am 27. September in der Frankfurter Commerzbank-Arena statt. Qualifiziert waren die Kiel Baltic Hurricanes und die Braunschweig Lions, die damit das volle Dutzend Endspielteilnahmen komplett gemacht haben. Seit 1997, dem German Bowl XIX, waren die Braunschweig Lions immer Endspielteilnehmer. Und die Lions konnten sich vor 16177 Zuschauern zum siebten Mal in einem deutschen Endspiel durchsetzen. Damit haben die Lions die Düsseldorf Panther als Rekordmeister abgelöst, die es auf bisher sechs German Bowl Siege gebracht haben.
|                                           |                                   | German Bowl XXX        |         |                    |  |                                                          |
| Frankfurt am Main 27. September 15:00 Uhr |                                   | Kiel Baltic Hurricanes | 14 : 20 | Braunschweig Lions |  | Commerzbank-Arena Zuschauer: 16.177 Referee: Hans Rieske |
| Frankfurt am Main 27. September 15:00 Uhr | (0:7, 7:0, 0:7, 7:6) Spielbericht | Kiel Baltic Hurricanes |         | Braunschweig Lions |  | Commerzbank-Arena Zuschauer: 16.177 Referee: Hans Rieske |

## Statistik

### Einzelstatistiken
Eine Auswahl an den wichtigsten Offense-Statistiken:

#### Quarterbacks
|    | Spieler           | Verein       | Sp | Att | Cmp | %    | Yards | TDs | Int. | Rating |
| -- | ----------------- | ------------ | -- | --- | --- | ---- | ----- | --- | ---- | ------ |
| 1. | Joachim Ullrich   | Marburg      | 14 | 349 | 223 | 63.9 | 3015  | 28  | 11   | 156.6  |
| 2. | Adrian Rainbow    | Kiel         | 15 | 418 | 259 | 62.0 | 3507  | 31  | 7    | 153.6  |
| 3. | Dennis Zimmermann | Braunschweig | 14 | 260 | 149 | 57.3 | 2137  | 23  | 11   | 147.1  |

#### Wide-Receiver
|    | Spieler          | Verein  | Sp. | Fänge | Yards | TDs | Long | Avg/C | Yds/G |
| -- | ---------------- | ------- | --- | ----- | ----- | --- | ---- | ----- | ----- |
| 1. | Brandon Langston | Kiel    | 15  | 81    | 1497  | 15  | 68   | 18.5  | 99.8  |
| 2. | Estrus Crayton   | Kiel    | 15  | 77    | 1037  | 9   | 75   | 13.5  | 69.1  |
| 3. | Marcel Duft      | Marburg | 12  | 63    | 979   | 14  | 64   | 15.5  | 81.6  |

#### Runningbacks
|    | Spieler        | Verein    | Sp. | Läufe | Yards | Avg | TDs | Long | Yds/G |
| -- | -------------- | --------- | --- | ----- | ----- | --- | --- | ---- | ----- |
| 1. | Sean Cooper    | Marburg   | 14  | 233   | 1983  | 8.5 | 18  | 83   | 141.6 |
| 2. | Tony Hollings  | Dresden   | 13  | 239   | 1480  | 6.2 | 13  | 75   | 113.8 |
| 3. | Patrick Geiger | Stuttgart | 10  | 198   | 1111  | 5.6 | 12  | 35   | 111.1 |

### Zuschauerzahlen Hauptrunde 2008
| Verein                   | Schnitt/Spiel | Heimspiel 1 | Heimspiel 2 | Heimspiel 3 | Heimspiel 4 | Heimspiel 5 | Heimspiel 6 |
| ------------------------ | ------------- | ----------- | ----------- | ----------- | ----------- | ----------- | ----------- |
| Braunschweig Lions       | 5.560         | 5.500       | 5.337       | 5.300       | 5.070       | 6.521       | 5.633       |
| Kiel Baltic Hurricanes   | 4.133         | 4.400       | 6.500       | 3.500       | 3.700       | 4.300       | 2.400       |
| Hamburg Blue Devils      | 2.514         | 3.150       | 2.358       | 2.960       | 1.782       | 2.117       | 2.718       |
| Cologne Falcons          | 1.843         | 3.512       | 1.204       | 1.144       | 1.098       | 1.784       | 2.314       |
| Dresden Monarchs         | 1.550         | 2.000       | 1.000       | 1.500       | 1.000       | 1.500       | 2.300       |
| Berlin Adler             | 1.219         | 1.350       | 2.011       | 704         | 1.748       | 834         | 668         |
| Stuttgart Scorpions      | 946           | 1.200       | 980         | 780         | 980         | 875         | 860         |
| Munich Cowboys           | 926           | 885         | 1.079       | 640         | 893         | 1.124       | 937         |
| Schwäbisch Hall Unicorns | 800           | 500         | 900         | 1.200       | 800         | 700         | 700         |
| Marburg Mercenaries      | 767           | 850         | 900         | 850         | 750         | 600         | 650         |
| Weinheim Longhorns       | 609           | 700         | 720         | 540         | 570         | 540         | 583         |
| Darmstadt Diamonds       | 390           | 700         | 400         | 400         | 370         | 270         | 200         |
| Schnitt                  | 1.771         |             |             |             |             |             |             |